# Ga Naedang
Ga Naedang là ga của Tàu điện ngầm Daegu tuyến 2 ở Naedang-dong, quận Tây, và Duryu-dong, Dalseo-gu, Daegu, Hàn Quốc.

## Liên hệ
- (tiếng Hàn) Trạm thông tin mạng[liên kết hỏng] từ Tổng công ty đường sắt cao tốc đô thị Daegu